# Sankt-Pietierburgskije wiedomosti
Sankt-Pietierburgskije wiedomosti (ros. Санкт-Петербургские ведомости) – pierwsza drukowana gazeta rosyjska, wydawana w latach 1703–1917. Pierwsze próbne odbitki wykonano za zlecenie Piotra I w grudniu 1702, lecz ostatecznie gazetę zaczęto drukować w styczniu 1703. Ukazywała się początkowo jako Wiedomosti (Вѣдомости), od 1728 była kontynuowana jako Sankt-Pietierburgskije wiedomosti (С.-Петербургскія Вѣдомости) przy Petersburskiej Akademii Nauk wydawane dwa razy w tygodniu. Od roku 1800 niezależny dziennik. Wśród pierwszych redaktorów pisma znajdował się m.in. M. Łomonosow. W latach 1863–1874 najbardziej liberalna gazeta w Rosji (redaktor W. Korsz). W roku 1875 przekazane ministerstwu oświaty, gazeta utraciła swój opozycyjny charakter. Od roku 1905 gazeta bliska Związkowi 17 Października, a od 1914 wydawana pod nazwą Pietrogradskije wiedomosti. W roku 1917 gazeta została zamknięta przez bolszewików i nigdy nie została wznowiona.